# Русско-Бродское сельское поселение
Русско-Бродское се́льское поселе́ние — сельское поселение в Верховском районе Орловской области России.
Административный центр — село Русский Брод.

## История
Статус и границы сельского поселения установлены Законом Орловской области от 19 ноября 2004 года № 446-ОЗ «О статусе, границах и административных центрах муниципальных образований на территории Верховского района Орловской области»

## Население
| 2010  | 2012  | 2013  | 2014  | 2015  | 2016  | 2017  |
| ----- | ----- | ----- | ----- | ----- | ----- | ----- |
| 2989  | ↘2844 | ↘2758 | ↘2682 | ↘2635 | ↘2569 | ↘2514 |
| 2018  | 2019  | 2020  | 2021  | 2023  |       |       |
| ↘2486 | ↘2413 | ↘2365 | ↘2200 | ↘2098 |       |       |

## Состав сельского поселения
| №  | Населённый пункт      | Тип населённого пункта       | Население |
| -- | --------------------- | ---------------------------- | --------- |
| 1  | Березовец             | деревня                      | 10        |
| 2  | Большая Гурьевка      | деревня                      | 0         |
| 3  | Большая Дорога        | посёлок                      | 22        |
| 4  | Борки                 | посёлок                      | 61        |
| 5  | Каменка               | деревня                      | 52        |
| 6  | Кобзевка              | деревня                      | ↘108      |
| 7  | Липатовка             | деревня                      | 0         |
| 8  | Малая Гурьевка        | деревня                      | 31        |
| 9  | Мочилы                | деревня                      | ↘68       |
| 10 | Нижние Мочилы         | деревня                      | 5         |
| 11 | Нижняя Любовша        | посёлок                      | 23        |
| 12 | Новая                 | деревня                      | 12        |
| 13 | Осинник               | посёлок                      | 13        |
| 14 | Пеньшино              | село                         | ↘234      |
| 15 | Прусынок              | деревня                      | ↘233      |
| 16 | Рассвет               | посёлок                      | 28        |
| 17 | Ртищево               | село                         | 5         |
| 18 | Русский Брод          | село, административный центр | ↘2008     |
| 19 | Стрелка               | деревня                      | 0         |
| 20 | Юрты Ливенские        | деревня                      | 18        |
| 21 | Юрты Нижне-Жерновские | деревня                      | 58        |